# Devadatta podolestoides
Devadatta podolestoides – gatunek ważki z rodziny Devadattidae.
Owad znany z Borneo. Dawniej wyróżniano podgatunek D. podolestoides basilanensis, który potem został zsynonimizowany.